# Campitelli

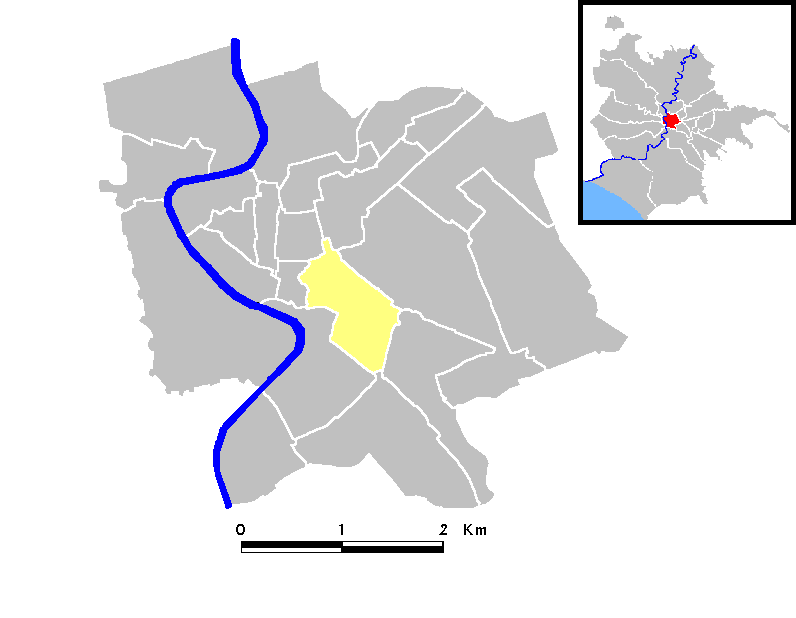
Lage Campitellis in Rom

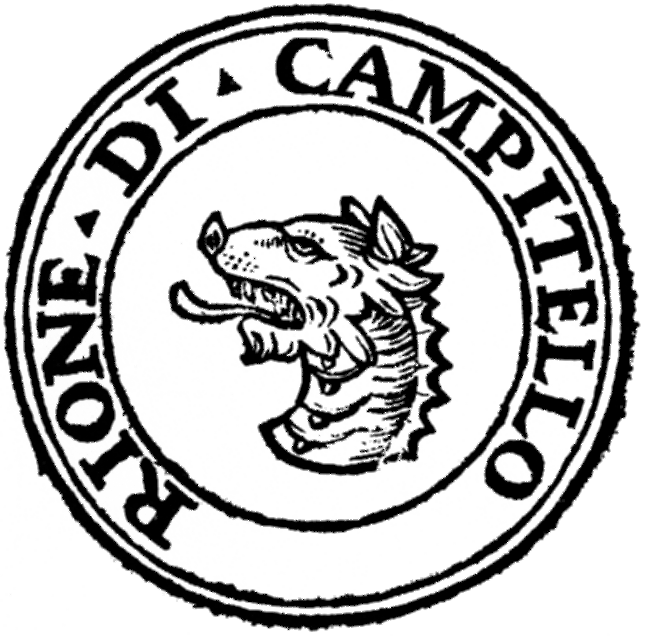
Wappen von Campitelli

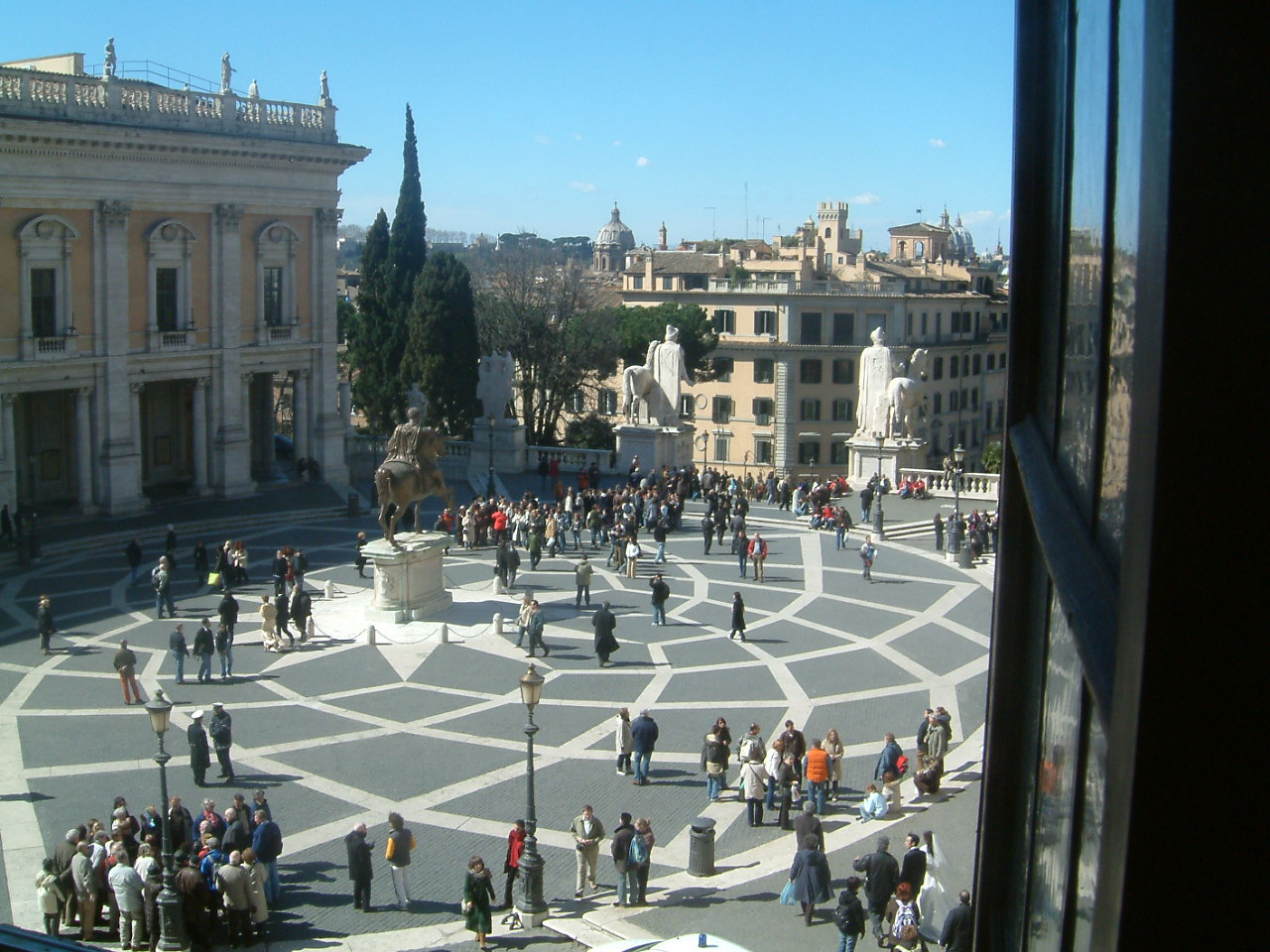
Kapitolsplatz auf dem Kapitol

Campitelli ist der X. Rione (Stadtteil) von Rom. Er umfasst die Hügel Kapitol und Palatin, die zu den klassischen Sieben Hügeln Roms gehören.

## Geschichte
Der Name des Viertels leitet sich vom lateinischen Capitolium, dem wichtigsten der Hügel Roms, mit dem Tempel der Kapitolinischen Trias, ab.

## Wappen
Das Wappen zeigt einen Drachenkopf. Es erinnert an die Legende, nach der Papst Silvester I. einen Drachen vertrieben hat, der in der Ruine des Tempels des Castor und Pollux auf dem Forum Romanum hauste.